# NIFL Premiership 2024-25
La NIFL Premiership 2024-25 fue la 124.ª edición de la máxima categoría del fútbol de Irlanda del Norte. Comenzó el 9 de agosto de 2024 y finalizó el 11 de mayo de 2025.

## Formato
Los 12 equipos participantes jugarán entre sí todos contra todos tres veces totalizando 33 partidos cada uno. Al término de la fecha 33, los 6 primeros clasificados pasarán al Grupo por el campeonato y los 6 restantes lo harán al Grupo por la permanencia.
En el grupo por el campeonato los seis equipos jugarán entre sí todos contra todos una vez totalizando 38 partidos cada uno. Al término de la fecha 38, el primer clasificado se coronará campeón y obtendrá un cupo para la primera ronda de la Liga de Campeones de la UEFA 2025-26, mientras que el segundo conseguirá un cupo para la primera ronda de la Liga Conferencia 2025-26. El último cupo a dicho torneo fue establecido mediante play-offs clasificatorios.
En el grupo descenso los seis equipos jugarán entre sí todos contra todos una vez totalizando 38 partidos cada uno. Al término de la fecha 38, el penúltimo clasificado jugará el partido por la permanencia contra el tercer puesto de la NIFL Championship 2024-25 por un lugar en la próxima temporada, y el último clasificado descenderá directamente a la NIFL Championship 2025-26.
Un tercer cupo para la primera ronda de la Liga Europa Conferencia 2025-26 será asignado al campeón de la Copa de Irlanda del Norte.

## Equipos participantes

### Relevos
| Pos  | Descendidos de NIFL Premiership |
| ---- | ------------------------------- |
| 12.º | Newry City                      |

| Pos | Ascendidos de NIFL Championship |
| --- | ------------------------------- |
| 1.º | Portadown                       |

### Información de los equipos
| Club             | Ciudad        | Estadio                     | Capacidad |
| ---------------- | ------------- | --------------------------- | --------- |
| Ballymena United | Ballymena     | Ballymena Showgrounds       | 3050      |
| Carrick Rangers  | Carrickfergus | Taylors Avenue              | 4500      |
| Cliftonville     | Belfast       | Solitude                    | 2530      |
| Coleraine        | Coleraine     | The Showgrounds (Coleraine) | 2496      |
| Crusaders        | Belfast       | Seaview                     | 3383      |
| Dungannon Swifts | Dungannon     | Stangmore Park              | 5000      |
| Glenavon         | Lurgan        | Mourneview Park             | 4160      |
| Glentoran        | Belfast       | The Oval                    | 6054      |
| Larne            | Larne         | Inver Park                  | 2000      |
| Linfield         | Belfast       | Windsor Park                | 18614     |
| Loughgall        | Loughgall     | Lakeview Park               | 1300      |
| Portadown        | Portadown     | Shamrock Park               | 2770      |

## Primera fase

### Clasificación
| Pos. | Equipo           | Pts. | PJ | G  | E  | P  | GF | GC | Dif. | Clasificación            |
| ---- | ---------------- | ---- | -- | -- | -- | -- | -- | -- | ---- | ------------------------ |
| 1    | Linfield         | 76   | 33 | 24 | 4  | 5  | 61 | 23 | +38  | Grupo por el campeonato  |
| 2    | Larne            | 54   | 33 | 15 | 9  | 9  | 39 | 28 | +11  | Grupo por el campeonato  |
| 3    | Glentoran        | 54   | 33 | 15 | 9  | 9  | 40 | 31 | +9   | Grupo por el campeonato  |
| 4    | Dungannon Swifts | 50   | 33 | 15 | 5  | 13 | 44 | 40 | +4   | Grupo por el campeonato  |
| 5    | Crusaders        | 50   | 33 | 15 | 5  | 13 | 41 | 43 | −2   | Grupo por el campeonato  |
| 6    | Coleraine        | 49   | 33 | 13 | 10 | 10 | 49 | 41 | +8   | Grupo por el campeonato  |
| 7    | Cliftonville     | 46   | 33 | 13 | 7  | 13 | 44 | 37 | +7   | Grupo por la permanencia |
| 8    | Portadown        | 46   | 33 | 13 | 7  | 13 | 39 | 38 | +1   | Grupo por la permanencia |
| 9    | Ballymena United | 43   | 33 | 13 | 4  | 16 | 40 | 42 | −2   | Grupo por la permanencia |
| 10   | Glenavon         | 39   | 33 | 10 | 9  | 14 | 35 | 43 | −8   | Grupo por la permanencia |
| 11   | Carrick Rangers  | 27   | 33 | 6  | 9  | 18 | 24 | 48 | −24  | Grupo por la permanencia |
| 12   | Loughgall        | 18   | 33 | 4  | 6  | 23 | 29 | 71 | −42  | Grupo por la permanencia |

Actualizado a los partidos jugados el 25 de marzo de 2025.
 Fuente: Soccerway
Criterios de clasificación: Puntos · Diferencia de goles · Goles a favor · Enfrentamientos directos · Diferencia de goles en enfrentamientos directos · Sorteo.

### Resultados
Cada equipo juega de ida y vuelta contra todos los demás equipos de la liga, además de once partidos adicionales, sumando un total de 33 partidos.
| Local \ Visitante | BYM | CRK | CLF | COL | CRU | DUN | GLA | GLT | LAR | LIN | LOU | POR |
| ----------------- | --- | --- | --- | --- | --- | --- | --- | --- | --- | --- | --- | --- |
| Ballymena United  | —   | 1–2 | 3–2 | 0–1 | 0–1 | 0–1 | 3–1 | 1–0 | 1–2 | 0–2 | 4–1 | 0–3 |
| Carrick Rangers   | 1–4 | —   | 2–0 | 2–1 | 3–0 | 0–1 | 2–0 | 2–3 | 1–2 | 1–3 | 0–0 | 0–1 |
| Cliftonville      | 0–1 | 3–0 | —   | 2–1 | 1–0 | 1–0 | 0–0 | 1–2 | 1–3 | 0–0 | 4–0 | 1–0 |
| Coleraine         | 4–2 | 3–1 | 0–0 | —   | 1–2 | 4–1 | 0–2 | 2–1 | 1–1 | 0–3 | 2–0 | 1–0 |
| Crusaders         | 1–0 | 2–1 | 1–1 | 2–1 | —   | 2–2 | 0–1 | 1–3 | 1–3 | 2–3 | 3–1 | 0–3 |
| Dungannon Swifts  | 1–0 | 4–0 | 1–4 | 1–1 | 1–0 | —   | 2–0 | 1–0 | 0–1 | 0–1 | 1–3 | 2–0 |
| Glenavon          | 0–1 | 1–1 | 1–2 | 3–3 | 3–1 | 1–1 | —   | 0–3 | 0–0 | 0–3 | 2–2 | 2–1 |
| Glentoran         | 1–0 | 1–1 | 1–0 | 0–0 | 0–1 | 2–0 | 0–0 | —   | 0–2 | 1–0 | 2–0 | 0–2 |
| Larne             | 0–1 | 0–0 | 1–1 | 2–1 | 1–1 | 0–3 | 1–1 | 2–0 | —   | 0–1 | 2–0 | 1–1 |
| Linfield          | 2–0 | 1–0 | 1–2 | 3–0 | 2–1 | 3–1 | 1–0 | 1–3 | 0–1 | —   | 5–1 | 2–1 |
| Loughgall         | 2–3 | 3–0 | 1–5 | 0–4 | 0–4 | 0–2 | 3–0 | 2–2 | 1–4 | 1–3 | —   | 2–2 |
| Portadown         | 0–1 | 1–1 | 2–0 | 2–2 | 1–0 | 2–1 | 1–0 | 1–2 | 2–1 | 2–2 | 1–0 | —   |

| Local \ Visitante | BYM | CRK | CLF | COL | CRU | DUN | GLA | GLT | LAR | LIN | LOU | POR |
| ----------------- | --- | --- | --- | --- | --- | --- | --- | --- | --- | --- | --- | --- |
| Ballymena United  | —   | –   | 1–0 | –   | –   | –   | 0–2 | 1–1 | –   | 2–2 | –   | 2–0 |
| Carrick Rangers   | 0–0 | —   | –   | 0–1 | 0–0 | –   | –   | 0–0 | 1–0 | –   | 0–0 | –   |
| Cliftonville      | –   | 3–0 | —   | –   | –   | 0–2 | –   | 2–0 | –   | –   | 2–0 | 2–2 |
| Coleraine         | 2–2 | –   | 2–2 | —   | 0–2 | –   | –   | 1–2 | –   | –   | –   | 1–0 |
| Crusaders         | 3–1 | –   | 2–0 | –   | —   | 1–5 | –   | –   | –   | 0–2 | 1–1 | 3–2 |
| Dungannon Swifts  | 0–3 | 3–1 | –   | 1–1 | –   | —   | 2–3 | –   | –   | 0–3 | 2–1 | –   |
| Glenavon          | –   | 2–1 | 3–1 | 0–1 | 0–1 | –   | —   | –   | 0–1 | –   | –   | 2–0 |
| Glentoran         | –   | –   | –   | –   | 0–1 | 1–0 | 3–3 | —   | 2–2 | 0–0 | –   | –   |
| Larne             | 2–1 | 0–0 | 2–0 | 1–1 | 0–1 | 0–1 | –   | –   | —   | –   | –   | –   |
| Linfield          | –   | 3–0 | 2–1 | 0–2 | –   | –   | 2–0 | –   | 1–0 | —   | 1–0 | –   |
| Loughgall         | 2–1 | –   | –   | 1–3 | –   | –   | 0–2 | 1–2 | 0–1 | –   | —   | 0–1 |
| Portadown         | –   | 1–0 | –   | –   | –   | 1–1 | –   | 0–2 | 2–0 | 1–3 | –   | —   |

## Grupo por el campeonato

### Clasificación
| Pos. | Equipo           | Pts. | PJ | G  | E  | P  | GF | GC | Dif. | Clasificación 2025-26                 |
| ---- | ---------------- | ---- | -- | -- | -- | -- | -- | -- | ---- | ------------------------------------- |
| 1    | Linfield (C)     | 85   | 38 | 27 | 4  | 7  | 67 | 28 | +39  | Primera ronda de la Liga de Campeones |
| 2    | Larne            | 63   | 38 | 17 | 12 | 9  | 46 | 33 | +13  | Primera ronda de la Liga Conferencia  |
| 3    | Glentoran        | 61   | 38 | 17 | 10 | 11 | 49 | 37 | +12  | Play-offs para la Liga Conferencia    |
| 4    | Dungannon Swifts | 57   | 38 | 17 | 6  | 15 | 51 | 52 | −1   | Segunda ronda de la Liga Conferencia  |
| 5    | Coleraine        | 55   | 38 | 15 | 10 | 13 | 55 | 50 | +5   | Play-offs para la Liga Conferencia    |
| 6    | Crusaders        | 54   | 38 | 16 | 6  | 16 | 47 | 53 | −6   | Play-offs para la Liga Conferencia    |

Actualizado a los partidos jugados el 26 de abril de 2025.
 Fuente: NIFL Premiership, Soccerway
Criterios de clasificación: Puntos · Diferencia de goles · Goles a favor · Enfrentamientos directos · Diferencia de goles en enfrentamientos directos · Sorteo.

## Grupo por la permanencia

### Clasificación
| Pos. | Equipo              | Pts. | PJ | G  | E  | P  | GF | GC | Dif. | Clasificación 2025-26              |
| ---- | ------------------- | ---- | -- | -- | -- | -- | -- | -- | ---- | ---------------------------------- |
| 1    | Cliftonville        | 58   | 38 | 17 | 7  | 14 | 58 | 41 | +17  | Play-offs para la Liga Conferencia |
| 2    | Portadown           | 56   | 38 | 16 | 8  | 14 | 48 | 45 | +3   |                                    |
| 3    | Ballymena United    | 47   | 38 | 14 | 5  | 19 | 47 | 54 | −7   |                                    |
| 4    | Glenavon            | 46   | 38 | 12 | 10 | 16 | 42 | 47 | −5   |                                    |
| 5    | Carrick Rangers (O) | 32   | 38 | 7  | 11 | 20 | 32 | 59 | −27  | Promoción por la permanencia       |
| 6    | Loughgall (D)       | 22   | 38 | 5  | 7  | 26 | 36 | 85 | −49  | Descenso a la NIFL Championship    |

Actualizado a los partidos jugados el 26 de abril de 2024.
 Fuente: NIFL Premiership, Soccerway
Criterios de clasificación: Puntos · Diferencia de goles · Goles a favor · Enfrentamientos directos · Diferencia de goles en enfrentamientos directos · Sorteo.

## Play-offs para la Liga Conferencia 2025-26
|  | Semifinales | Semifinales  | Semifinales |              |   | Final     | Final | Final |  |
|  |             |              |             |              |   |           |       |       |  |
|  |             |              |             |              |   |           |       |       |  |
|  | 5           | Coleraine    | 1           |              |   |           |       |       |  |
|  | 5           | Coleraine    | 1           |              |   |           |       |       |  |
|  | 6           | Crusaders    | 0           |              |   |           |       |       |  |
|  | 6           | Crusaders    | 0           |              | 5 | Coleraine | 0     |       |  |
|  |             |              |             |              | 5 | Coleraine | 0     |       |  |
|  |             |              | 7           | Cliftonville | 2 |           |       |       |  |
|  | 3           | Glentoran    | 7           | Cliftonville | 2 | 0         |       |       |  |
|  | 3           | Glentoran    |             |              |   | 0         |       |       |  |
|  | 7           | Cliftonville | 2           |              |   |           |       |       |  |
|  | 7           | Cliftonville | 2           |              |   |           |       |       |  |
|  |             |              |             |              |   |           |       |       |  |

## Promoción por la permanencia
El undécimo clasificado de la NIFL Premiership, Carrick Rangers, se enfrentó al Annagh United, subcampeón de la temporada 2024-25 de la NIFL Championship, por un lugar en la primera categoría para la temporada 2025-26.
| Ida; 29 de abril de 2025 | Annagh United                      | 2:5 (0:4) | Carrick Rangers                                    | BMG Arena, Portadown |  |
| 19:45 BST                | Lee Upton 49' · Craig Taylor 90+6' | Reporte   | Danny Gibson 11', 30', 40' · Paul Heatley 17', 59' |                      |  |

| Vuelta; 2 de mayo de 2025 | Carrick Rangers                          | 3:1 (1:1) (Global 8:3) | Annagh United    | Taylors Avenue, Carrickfergus |  |
| 19:45 BST                 | Paul Heatley 14', 87' · Danny Gibson 52' | Reporte                | James Convie 42' |                               |  |

Carrick Rangers venció 8-3 en el resultado global y se mantuvo en la NIFL Premiership, Annagh United permaneció en la NIFL Championship

## Goleadores
- Actualizado al 11 de mayo de 2025.[3]

| Pos. | Jugador         | Equipo           | Goles |
| ---- | --------------- | ---------------- | ----- |
| 1    | Joseph Gormley  | Cliftonville     | 20    |
| 1    | Matthew Shevlin | Coleraine        | 20    |
| 3    | Joel Cooper     | Linfield         | 19    |
| 4    | Ben Kennedy     | Ballymena United | 13    |
| 4    | Jhon McGovern   | Dungannon Swifts | 13    |